# Southampton (Ontario)
Pour les articles homonymes, voir Southampton (homonymie).
Southampton est une ville située dans la province canadienne de l'Ontario. 

## Galerie

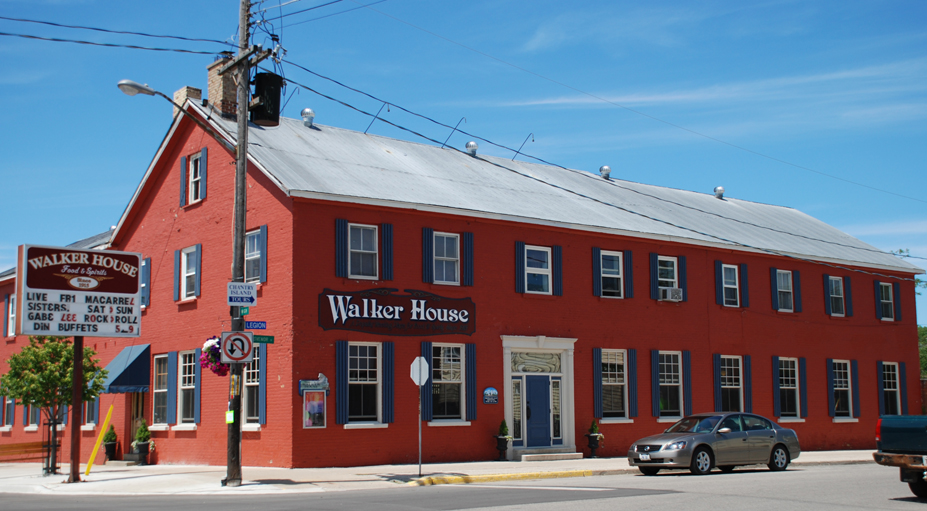
Walker House, bâtiment historique de la ville.
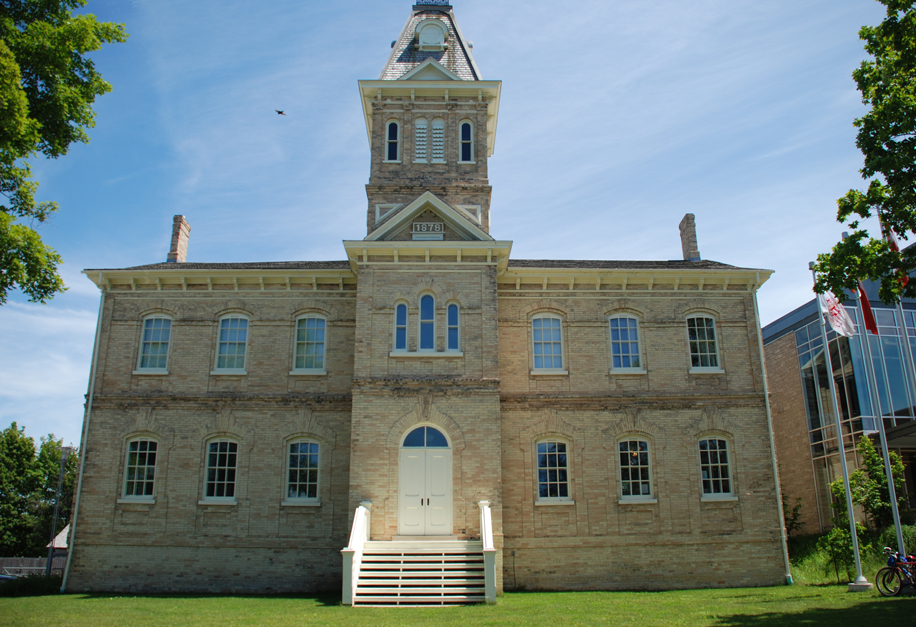
L'ancienne école, aujourd'hui musée.
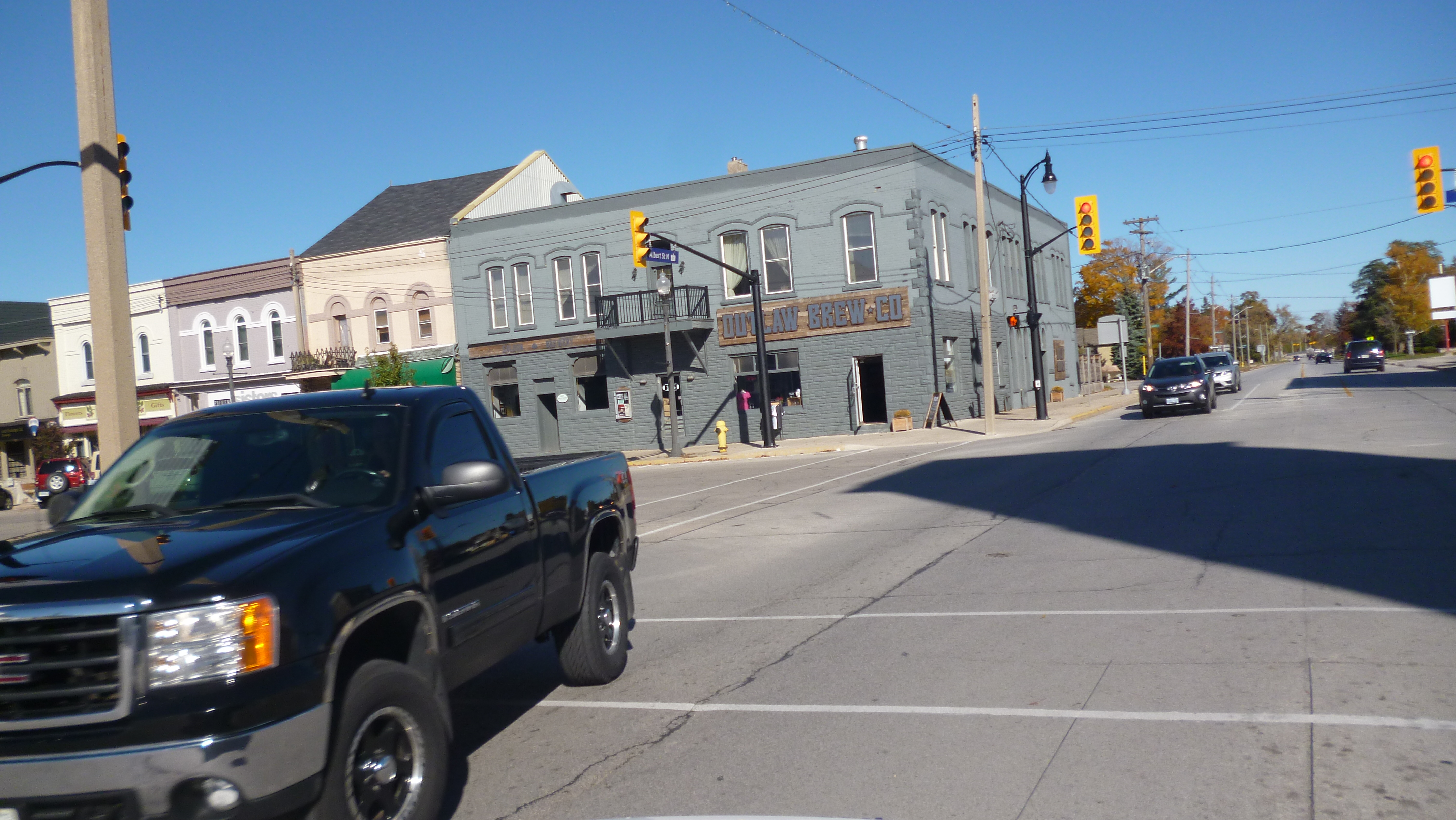
Un croisement du centre-ville.
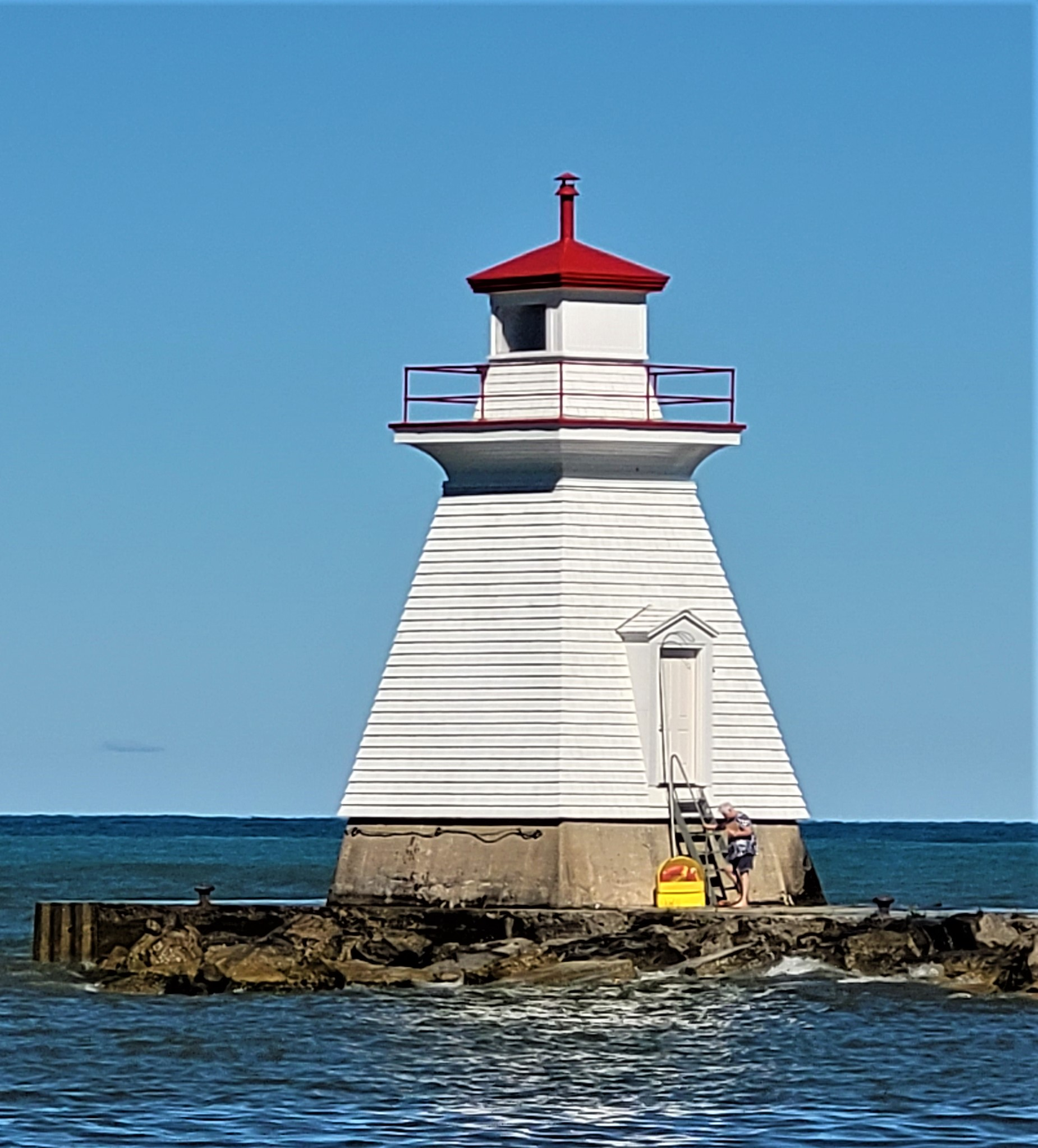
Phare, Southampton (Ontario)